# ام‌جی ۷
ام‌جی ۷ (MG ۷) خودرویی است که از سال ۲۰۰۷ تا کنون تولید شده‌است. طراحی آن خودروهای موتور جلو-محور جلو بوده است.